# کسی استیل
کسی استیل (انگلیسی: Cassie Steele؛ زادهٔ ۲ دسامبر ۱۹۸۹) یک موسیقی‌دان اهل کانادا است. وی از سال ۲۰۰۱ میلادی تاکنون مشغول فعالیت بوده‌است.
از مجموعه‌های تلویزیونی که وی در آن‌ها نقش داشته است می‌توان به دگراسی : نسل بعدی اشاره کرد.